# Разширяване на Европейския съюз
Разширяването на Европейския съюз е процес на разрастване на Европейския съюз, при който се приемат нови държави членки.
Началото на процеса се поставя от шест държави, които основават Европейската общност за въглища и стомана през 1951 г. Оттогава броят на държавите членки на ЕС се е увеличил до 27, след като България и Румъния стават членове на ЕС на 1 януари 2007 г. На 1 юли 2013 г. Хърватия се присъединява към съюза, но през 2020 Великобритания го напуска.
Към 2022 г. Евросъюзът води преговори официало с 5 страни-кандидатки за присъединяване – Албания (2020), Сърбия (2014) Турция (2005), Северна Македония (2020) и Черна гора  (2012). Преговорите с Турция са на практика замразени. За в бъдеще броят на страните членки може да достигне 30 или повече, тъй като държавите от Западните Балкани получиха обещание за бъдещо членство, когато изпълнят копенхагенските критерии. Процесът на разширяване обаче е замразен, след като Франция и Холандия казаха „не“ на Европейската конституция, която регламентира институционалната реформа в ЕС, позволяваща влизането на повече държави в Общността.
За да бъде присъединена към ЕС, желаещата страна трябва да отговори на икономически и политически условия, познати още като „копенхагенски критерии“ (установени след срещата на високо равнище в Копенхаген през юни 1993), които изискват наличието на стабилно демократично управление, което зачита правото на закона, и съответните свободи и институции. Съгласно Маастрихтския договор всяка страна членка на Европейския съюз, както и Европейския парламент, трябва да одобрят всяко едно разширяване.
Процесът на разширяване е основният двигател на друг по-общ европроцес, известен като „европейска интеграция“, който представлява засилване на сътрудничеството между държавите членки на ЕС, с цел постепенно хармонизиране на техните закони.

## Състав на Европейския съюз

### Страни учредителки
През 1950 френско-германският политик Робер Шуман представя предложението си за Обединена Европа, познато още като „Декларацията на Шуман“, която се смята за началото на познатия ни днес Европейски съюз.
През 1951 Европейската общност за въглища и стомана - една от общностите-предшественици на ЕС, се учредява от Белгия, Нидерландия и Люксембург (3-те страни, познати като Бенелюкс), Западна Германия, Франция и Италия.
През 1957 гореспоменатите шест страни създават Европейската икономическа общност, която по-късно става Европейска общност и най-накрая Европейски съюз.

### Присъединили се страни
Към Европейския съюз се присъединяват:
- през 1973: Обединеното кралство Великобритания и Северна Ирландия, Ирландия и Дания.
- през 1981: Гърция.
- през 1986: Испания и Португалия.
- през 1990: Източна Германия се присъединява към Западна Германия (създава се съвременната обединена Германия), като се увеличава територията и населението на ЕС, но не и броят на страните-членки.
- през 1995: Австрия, Швеция и Финландия.
- през 2004: Естония, Кипър, Латвия, Литва, Малта, Полша, Словакия, Словения, Унгария и Чехия.
- през 2007: България и Румъния.
- през 2013: Хърватия

Бележка:
- Алжир получава независимост от Франция през 1962 г. и напуска Европейската общност.
- Гренландия получава право на самоуправление от Дания през 1979 и напуска Европейската общност през 1985 след проведен референдум.

## Критерии и методи
През 1989 г. е създадена програмата ФАР на Европейската общност. Тя цели да обезпечи финансова подкрепа за потенциалните присъединяващи се страни, за да могат да разширят и реформират икономиките си. За да се присъедини към ЕС, кандидат-членката трябва да изпълни следните критерии известни като копенхагските критерии установени от Европейския съвет през 1993 г.:
- Стабилност на институциите гарантиращи демокрацията, върховенството на закона, спазването на човешките права и уважение към защитаването на малцинствата.
- Наличие на функционираща пазарна икономика както и способност да се справи с конкуриращото се напрежение и пазарна сила вътре в съюза.
- Способност да се справи с ангажиментите за членство включващи придържане към целите за политически, икономически и валутен съюз.

През декември 1995 г. Мадридският европейски съвет преработва критериите за членство, за да включи условия за интеграция на страна-членка, чрез удобно приспособяване на административните ѝ структури: откакто е важно законите на Европейската общност да рефлектират върху националните закони, ревизирането на националните закони да завърши ефективно, чрез подходящи административни и съдебни структури.
За да оцени прогреса, постигнат от страните, подготвящи се за присъединяване към Европейския съюз, Европейската комисия представя постоянен доклад на Европейския съвет. Това служи като основа върху която съветът взима решения за преговорите или тяхното удължаване за другите кандидати. От 1993 г. комисията е представила пълен комплект от постоянни доклади всяка година, покриваща сегашните 10 страни-членки от Централна и Източна Европа (България, Естония, Латвия, Литва, Полша, Румъния, Словакия, Словения, Унгария и Чехия), както и Кипър, Малта и Турция.

## Преговори и разширяване от 2007
България и Румъния са приключили преговорите и затворили всички глави на договорите си за присъединяване. След подписването им, страните стават пълноправни членки на съюза от 1 януари 2007 година. Успешно преодоляват опасността от въвеждане на така наречената предпазна клауза, която би могла да забави присъединяването с 1 година, ако обещанията, дадени от съответната страна, не са спазени.

### България
България приключва преговорите си през юни 2004 и подписва договора си на 25 април 2005 г. Държавата взема мерки за присъединяване към Еврозоната (зоната на използване на еврото като валута), но към 2024 това все още предстои. Вследствие на установения валутен съвет валутата на страната (лев или BGN) е фиксирана към еврото с курс 1,95583 лева за 1 евро.

### Румъния
Румъния приключва преговорите си през декември 2004 г. и подписва договора си на 25 април 2005 г. За присъединяване към Еврозоната на страната ще е необходим по-дълъг период, отколкото на България.

## Официални кандидати за присъединяване

### Турция
Турция става асоцииран член на ЕС от 1963. През 1987 официално кандидатства за пълно членство и е призната за страна-кандидат през 1999 година.
Въпросът около присъединяването на Турция е силно оспорван. След дълго разглеждане Европейският парламент достига до решение за започване на преговори със страната през октомври 2005 г. Присъединяването се очаква около 2015, но не е гарантирано. Страната преживява редица положителни реформи, членка е на НАТО от 18 февруари 1952 година.
Някои обаче считат за неуместно държавата да бъде присъединена към ЕС, след като 97% от територията и лежи в континента Азия. Съществуват и спекулации, че дългото забавяне на преговорите се дължи и на ислямската религия, предимно изповядвана в Турция, и несъгласието на европейците да присъединят ислямска държава към „християнския си клуб“.
Текущ проблем е и въпросът около обединението на остров Кипър. След установяването на про-европейското правителство и в турската част на Кипър обаче се счита, че обединението на страната под знака на ЕС ще дойде съвсем скоро.

### Хърватия
Хърватия подава молба за членство в ЕС през 2003 г. и Европейската комисия препоръчва тя да се направи официален кандидат в началото на 2004. Статутът на кандидат-страна е даден на Хърватия от Европейския съвет в средата на 2004 и дата за начало на преговори за присъединяване, първоначално насрочени за началото на 2005, са отложени до октомври същата година. Следвайки започването на преговорите за присъединяване на 3 октомври 2005 г. процесът на преглеждане на 33-те глави от въпросника на ЕС с Хърватия е завършен на 18 октомври 2006 г.
След Словения Хърватия се е възстановила най-добре след разпада на бивша Югославия и се надява да стане втората бивша югославска република която да стане член. Тя има стабилна пазарна икономика и има по-добри статистически индикатори от България и Румъния, които се присъединиха към ЕС през 2007 г.
В края на 2005 длъжностните лица на ЕС планират присъединяването на Хърватия да стане между 2010 и 2012 г. През октомври 2006 г. европейският комисар по разширението Оли Рен обявява:„Ако Хърватия е способна да реформира съдебната си система и икономиката си със строги мерки и резолюции, тогава е възможно това да стане около края на десетилетието.“ Във всеки случай ЕС трябва да обсъди своите вътрешни проблеми преди да приеме други членове след България и Румъния, тъй като според сегашният договор от Ница ЕС не може да има повече от 27 члена. Европейската конституция даваше едно решение на този проблем, но отхвърлянето и от две страни членки в референдуми означава че други решения на проблема са необходими. Новият Договор от Лисабон ще реши вътрешните проблеми и по този начин ще изчисти пътя за приемане. Възможна дата за влизането в сила на този договор е 1 януари 2009 г.
Финализацията на всички глави от въпросникът на ЕС се очаква да завърши през септември 2009, докато подписването на договорът за присъединяване да стане през следващата година. Преди започването на преговорите с Хърватия въпросникът бе разделен на 35 глави – с 4 повече от обикновените 31. Новите глави, преди част от земеделската политика, са области, които се очаква да бъдат трудни, както е било с предишни кандидати. Очаква се Хърватия да стане пълноправен член на ЕС около 2010.
Важно условие за започване на преговори с Хърватия за присъединяване бе предаването на обвинения във военни престъпления хърватски генерал Анте Готовина на Международния трибунал на ООН в Хага. След като страната не предава престъпника, отричайки всякакво наличие на информация за него, началото на преговорите, планирано за 17 март 2005 г., е отложено без срок.
Все още не е установена нова дата за започване на преговори. Хърватия е най-успешно възстановилата се република (след Словения) след разпадането на бившата Югославия.
Хърватия става член на Европейския съюз през 2013 година.

### Северна Македония
Северна Македония е официална страна кандидатка за членство в ЕС от 17 декември 2005, под името Бивша югославска република Македония.

### Исландия
Исландия подава молба за членство в ЕС през юли 2009 г. заради тежката икономическа криза в страната. На 17 юни 2010 г. Исландия става официална кандидатка за членство в съюза.